# Christina's World
Christina's World è un dipinto del 1948 del pittore americano Andrew Wyeth ed è uno dei dipinti americani più noti della metà del XX secolo.
Si tratta di un'opera a tempera realizzata in stile realista, raffigurante una donna semisdraiata a terra in un campo senza alberi che guarda una casa grigia all'orizzonte; adiacente alla casa un fienile e vari altri piccoli annessi. Il dipinto è di proprietà del Museum of Modern Art di New York e fa parte della sua collezione permanente.

## Genesi
La donna nel dipinto è Anna Christina Olson, una vicina di Wyeth che probabilmente soffriva della malattia di Charcot-Marie-Tooth, una polineuropatia genetica. Wyeth era in buoni rapporti con la Olson e aveva spesso usato lei e suo fratello minore come soggetti di dipinti dal 1940 al 1968. Wyeth ha tratto ispirazione per la creazione del dipinto quando l'ha vista strisciare attraverso un campo mentre lui guardava dalla finestra di casa ma, se la Olson era l'ispirazione e il soggetto del dipinto, la modella era la moglie di Wyeth, Betsy. La casa raffigurata nel dipinto è nota come Olson House e si trova a Cushing nel Maine ed è aperta al pubblico, gestita dal Farnsworth Art Museum. La casa è un monumento storico nazionale ed è stata restaurata per riportarla all'aspetto del dipinto.

## Accoglienza
Christina's World è stata esposto per la prima volta alla Macbeth Gallery di Manhattan nel 1948 ricevendo però poca attenzione da parte della critica anche se Alfred Barr, il direttore fondatore del MoMA, acquistò il dipinto per 1.800 dollari (l'equivalente di 15.600 dollari attuali). Successivamente lo ha promosso all'interno del MoMA facendone accrescere la popolarità nel corso degli anni, tanto che oggi è considerata un'icona dell'arte americana e raramente viene prestata dal museo.

## Nella cultura popolare
- Nel romanzo di Arthur C. Clarke 2001: Odissea nello spazio, Christina's World è uno dei due dipinti (l'altro è Il ponte di Langlois di Vincent van Gogh) appeso alla parete del soggiorno di "un'elegante anonima suite di hotel" dove viene trasportato l'astronauta David Bowman dopo aver attraversato lo stargate.[11][12] Il dipinto non compare però nell'adattamento cinematografico diretto da Stanley Kubrick.
- Il dipinto è esplicitamente citato in uno dei poster del film Non aprite quella porta del 1974 in cui Leatherface corre tra il fienile e la casa mentre la donna sdraiata sarebbe Sally Hardesty. Una scena del film del 1994 Forrest Gump ha tratto ispirazione dal quadro, quando Jenny torna a casa, si getta a terra e rispecchia la posa di Olson al contrario.
- Nel numero 28 della serie di fumetti Preacher di Garth Ennis, Jesse Custer è seduto al MoMA davanti al dipinto e nel numero 43, intitolato Christina's World, Jesse racconta la sua visita al museo a sua madre che gli spiega che quando ha scoperto il dipinto per la prima volta in un libro, pensava che Wyeth avesse dipinto la propria vita.
- Il dipinto è presente nel film di fantascienza Oblivion del 2013 e nel film del 2016 Crazy Dirty Cops e ha ispirato il capitolo "Fattoria" del videogioco del 2020 The Last of Us Part II .[13]
- Il dipinto è citato nel film Sto pensando di finirla qui.
- Il dipinto è citato nel libro Mosaico di Randy Taguchi: una sua riproduzione è appesa nello studio del dott. Kawashima che, secondo la protagonista, lui adora alla follia.